# Cirujales del Río
Cirujales del Río település Spanyolországban, Soria tartományban. Cirujales del Río Aldealseñor, La Losilla, Narros, Almajano, Los Villares de Soria és Ausejo de la Sierra községekkel határos. Lakosainak száma 20 fő (2024).

## Népesség
A település népessége az elmúlt években az alábbi módon változott:
| Lakosok száma | 40   | 39   | 33   | 29   | 28   | 25   | 22   | 22   | 20   | 20   |
|               | 2001 | 2004 | 2007 | 2009 | 2012 | 2014 | 2017 | 2019 | 2022 | 2024 |